# Rudolf Machnig
Rudolf Machnig (* 28. August 1917 in Tropplowitz; † 14. August 1968 in Memmingen) war ein deutscher Politiker der SPD.
Nach seinem Abitur studierte Machnig an der deutschen Karls-Universität in Prag. Im Zweiten Weltkrieg wurde er als Soldat an der Ostfront eingesetzt und dabei dreimal verwundet. Nur wenige Jahre nach der Heimkehr wurde er Opfer der Vertreibung der Deutschen aus der Tschechoslowakei. 1948 fand er in Memmingen eine neue Bleibe. Dort war er zunächst als Hilfsarbeiter am städtischen Bauhof tätig, später in der Verwaltung des Kulturamts, der Stadtbibliothek und der Volksbücherei; bis 1956 leitete er die Memminger Volkshochschule, dazwischen hielt er sich für fünf Monate in den USA auf. Er gehörte einige Jahre dem Memminger Stadtrat an und war Referent für Jugendpflege und Kriegsopferfragen und Zweiter Vorsitzender des VdK-Kreisverbandes Memmingen, ferner saß er im parlamentarischen Beirat des VdK-Landesverbandes Bayern und war Ehrenmitglied des Heimkehrerbundes. Am 6. September 1953 rückte er für Alfred Frenzel in den Bayerischen Landtag nach, dem er bis 1966 angehörte. 1966 wurde er erstmals zum Oberbürgermeister der Stadt Memmingen gewählt; dieses Amt übte er bis zu seinem Tode aus.
Der Bayerische Verdienstorden wurde ihm am 14. Mai 1965 verliehen.
Rudolf Machnig war mit Maria verheiratet. Der ehemalige thüringische Landesminister Matthias Machnig ist sein Neffe.